# Graziella Leyla Ciagà
Graziella Leyla Ciagà (Bergamo, 1º aprile 1965) è una politica italiana, deputata per il Partito Democratico dal 2021 al 2022, quando è subentrata a Giovanni Sanga, a sua volta subentrato a Maurizio Martina dopo la nomina a vicedirettore generale della FAO.

## Biografia
Si è diplomata al Liceo scientifico statale Filippo Lussana di Bergamo, laureata in Architettura al Politecnico di Milano, specializzata in Restauro dei Monumenti, dottore di ricerca in Conservazione dei Beni Architettonici e Ambientali. Dal 2001 al 2008 svolge l’attività di architetto nello studio del padre Baran Ciagà, noto professionista bergamasco, nato in Turchia, con opere pubblicate sulle più importanti riviste d’architettura nazionali e internazionali, occupandosi della conservazione e valorizzazione dei beni culturali. Dal 2008 è Ricercatrice di ruolo e Professore Aggregato in Storia dell'architettura e del design al Politecnico di Milano.
Il suo impegno civile e politico inizia dopo la laurea con una lunga militanza nell’associazione Italia Nostra, è vice-presidente della sezione di Bergamo dal 2001 al 2006, e culmina poi nel 2007 con l’adesione al Partito Democratico. Nel 2009-2014 è membro della Commissione Culturale della Biblioteca Civica Angelo Mai e Archivi Storici. 
Nel 2014-2019 è assessore con deleghe all'Ambiente, politiche energetiche e verde pubblico del Comune di Bergamo nell'amministrazione guidata dal sindaco Giorgio Gori. Nel 2019-2021 è membro del Consiglio di Gestione del Parco dei Colli di Bergamo.
È candidata con il Partito Democratico alla Camera dei Deputati nella circoscrizione Lombardia 3 alle elezioni politiche del marzo 2018. Il 14 aprile 2021, a seguito delle dimissioni di Maurizio Martina, è proclamata Deputata della Repubblica (XVIII Legislatura). È stata membro della VI Commissione (Finanze) e della Commissione parlamentare di inchiesta sulle cause del disastro della nave "Moby Prince"; alle successive elezioni politiche del 2022 non viene rieletta.
È attualmente membro della Conferenza Nazionale delle Donne Democratiche e della Direzione Regionale Lombarda del Partito Democratico. È presidente dell'Associazione Amici dell'Orto Botanico di Bergamo.